# Copa Colsanitas 2021
Il Copa Colsanitas 2021 è un torneo femminile di tennis giocato sulla terra rossa. É la 23ª edizione della Copa Colsanitas, che fa parte della categoria WTA 250 nell'ambito del WTA Tour 2021. Si gioca al Centro De Alto Rendimento di Bogotà in Colombia, dal 5 all'11 aprile 2021.

## Partecipanti

### Teste di serie
| Nazionalità | Giocatrice          | Ranking* | Testa di serie |
| ----------- | ------------------- | -------- | -------------- |
| Argentina   | Nadia Podoroska     | 46       | 1              |
| Spagna      | Sara Sorribes Tormo | 48       | 2              |
| Cina        | Zheng Saisai        | 53       | 3              |
| Paesi Bassi | Arantxa Rus         | 85       | 4              |
| Slovenia    | Tamara Zidanšek     | 95       | 5              |
| Danimarca   | Clara Tauson        | 97       | 6              |
| Rep. Ceca   | Tereza Martincová   | 100      | 7              |
| Italia      | Jasmine Paolini     | 103      | 8              |

* Ranking al 22 marzo 2021.

### Altre partecipanti
Le seguenti giocatrici hanno ricevuto una Wild card per il tabellone principale:
- Emiliana Arango
- María Camila Osorio Serrano
- Mirjam Björklund

Le seguenti giocatrici sono passate dalle qualificazioni:

1. Harmony Tan
2. Lara Arruabarrena Vecino
3. Giulia Gatto-Monticone

1. Nuria Párrizas Díaz
2. Daniela Seguel
3. Chloé Paquet

### Ritiri
Prima del torneo
- Caroline Garcia → sostituita da  Leonie Küng
- Kaja Juvan → sostituita da  Irina Maria Bara
- Mayar Sherif → sostituita da  Viktorija Tomova
- Nina Stojanović → sostituita da  Astra Sharma
- Patricia Maria Țig → sostituita da  Mihaela Buzărnescu

## Punti
| Evento    | V   | F   | SF  | QF | 2T | 1T   | Q    | Q2   | Q1   |
| Singolare | 280 | 180 | 110 | 60 | 30 | 1    | 18   | 12   | 1    |
| Doppio    | 280 | 180 | 110 | 60 | 1  | N.D. | N.D. | N.D. | N.D. |

### Prize money
| Evento    | VW      | F       | SF      | QF     | 2T     | 1T     | Q2     | Q1   |
| Singolare | $43,000 | $21,400 | $11,500 | $6,175 | $3,400 | $2,100 | $1,020 | $600 |
| Doppio*   | $12,300 | $6,400  | $3,435  | $1,820 | $960   | N.D.   | N.D.   | N.D. |

*per team

## Partecipanti al doppio

### Teste di serie
| Nazione     | Giocatrice         | Nazione     | Giocatrice           | Rank1 | Seed |
| ----------- | ------------------ | ----------- | -------------------- | ----- | ---- |
| Stati Uniti | Kaitlyn Christian  | Stati Uniti | Sabrina Santamaria   | 122   | 1    |
| Paesi Bassi | Arantxa Rus        | Slovenia    | Tamara Zidanšek      | 122   | 2    |
| Australia   | Arina Rodionova    | Paesi Bassi | Rosalie van der Hoek | 171   | 3    |
| Romania     | Mihaela Buzărnescu | Germania    | Anna-Lena Friedsam   | 181   | 4    |

* Ranking al 22 marzo 2021.

### Altre partecipanti
Le seguenti coppie di giocatrici hanno ricevuto una wild card per il tabellone principale:
- María Herazo González /  Yuliana Lizarazo
- Jessica Plazas /  Antonia Samudio

## Campionesse

### Singolare
In finale  María Camila Osorio Serrano ha sconfitto  Tamara Zidanšek con il punteggio di 5-7, 6-3, 6-4.

### Doppio
In finale  Elixane Lechemia /  Ingrid Neel hanno sconfitto  Mihaela Buzărnescu /  Anna-Lena Friedsam con il punteggio di 6-3, 6-4.